# Scream for Me Brazil
| 전문가 평가                      | 전문가 평가 |
| 평가 점수                        | 평가 점수   |
| 출처                             | 점수        |
| -------------------------------- | ----------- |
| AllMusic                         | [ 1 ]       |
| Collector's Guide to Heavy Metal | 8/10        |

《Scream for Me Brazill》은 브라질 상파울루에서 녹음되어 1999년 11월 2일에 발매된 영국의 헤비 메탈 음악가 브루스 디킨슨의 라이브 음반이다. 실제 콘서트 세트 리스트는 18곡으로 구성되었지만, 이 중 6곡이 이번 발매에서 제외되었다. 문제의 곡은 아이언 메이든의 세 곡인 〈Powerslave〉, 〈2 Minutes to Midnight〉, 〈Flight of Icarus〉와 함께 〈Jerusalem〉, 〈Taking the Queen〉 그리고 〈Tattooed Millionaire〉의 세 곡이었다. 이 콘서트의 〈Jerusalem〉은 후에 2001년 컴필레이션 음반 《The Best of Bruce Dickinson》에 발매되었다.

## 배경
이 음반은 기타리스트 아드리안 스미스가 아이언 메이든으로 복귀를 하면서 발매되었고 디킨슨의 솔로 경력에 대한 귀중한 결론으로 여겨졌다. 콘서트의 첫 부분은 음반 《The Chemical Wedding》에 수록된 곡들로 전부 구성되어 있고, 그 후 피할 수 없는 〈Tears of the Dragon〉은 디킨슨의 고전을 리메이크하기 시작한다. 이 음반에는 《Skunkworks》와 《Tattooed Millionaire》의 곡들은 포함되어 있지 않다. 음반은 좋은 평을 받고 좋은 판매량을 기록했지만, 일부 곡이 부족하고 더블 CD 발매에 활용되지 않을 가능성에 대한 청순한 비판은 부족함이 없었다. 당시의 몇몇 실존 위조법으로 알려져 있는데, 가장 많이 이용 가능한 것은 〈King in Crimson〉이다. 〈Darkside of Aquarius〉 이후, 〈Powerslave〉, 〈2 Minutes to Midnight〉, 〈Flight of Icarus〉, 〈Tattooed Millier〉와 같은 아이언 메이든의 표지판이 있었다.

## 곡 목록
모든 곡들은 특별한 언급이 없는 한 브루스 디킨슨과 로이 Z에 의해 작사/작곡하였다.
| #   | 제목                            | 작사·작곡                | 재생 시간 |
| --- | ------------------------------- | ------------------------ | --------- |
| 1.  | 〈Trumpets of Jericho〉         |                          | 6:25      |
| 2.  | 〈King in Crimson〉             |                          | 4:56      |
| 3.  | 〈Chemical Wedding〉            |                          | 4:33      |
| 4.  | 〈Gates of Urizen〉             |                          | 4:20      |
| 5.  | 〈Killing Floor〉               | 디킨슨, 아드리안 스미스  | 4:11      |
| 6.  | 〈Book of Thel〉                | 디킨슨, Z, 에디 카시야스 | 8:26      |
| 7.  | 〈Tears of the Dragon〉         | 디킨슨                   | 8:06      |
| 8.  | 〈Laughing in the Hiding Bush〉 | 디킨슨, Z, 오스틴 디킨슨 | 4:01      |
| 9.  | 〈Accident of Birth〉           |                          | 4:18      |
| 10. | 〈The Tower〉                   |                          | 7:41      |
| 11. | 〈Darkside of Aquarius〉        |                          | 7:32      |
| 12. | 〈Road to Hell〉                | 디킨슨, 스미스           | 4:58      |

## 참여 인원
- 브루스 디킨슨 - 보컬
- 아드리안 스미스 - 기타
- 로이 Z - 기타, 프로듀서, 엔지니어
- 에디 카시야스 - 베이스 기타
- 데이비드 잉그라함 - 드럼